# PowerZ
 (décembre 2022).
Si vous disposez d'ouvrages ou d'articles de référence ou si vous connaissez des sites web de qualité traitant du thème abordé ici, merci de compléter l'article en donnant les références utiles à sa vérifiabilité et en les liant à la section « Notes et références ».
PowerZ est un jeu vidéo d'action-aventure éducatif développé par le studio français du même nom et sorti pour la première fois le 15 février 2021 en version bêta. Disponible sur, Android et iOS, le jeu propose des mises à jour régulières au fil de son amélioration continue. En juillet 2024, le studio PowerZ décide de sortir une nouvelle application, PowerZ : Nouveaux Mondes, qui remplace l'ancienne version avec les mêmes mécaniques de jeu mais dans une histoire différente. 
Le joueur incarne un apprenti magicien qui rejoint l'Académie de magie d'Aria. Accompagné de ses chimères, des compagnons possédant tous un pouvoir qui lui est propre, son objectif est de libérer le monde du fléau qui le menace : l'Amnesium (terme imaginaire issu d'amnésie en latin) qui plonge dans l'oubli tout ce qu'il touche. Au long de l'aventure, il explore différents environnements dans un monde ouvert, réalise des quêtes et joue à des mini-jeux. Une dimension éducative est intégrée dans la mécanique principale de gameplay, permettant d'acquérir des savoirs et compétences dans différentes disciplines (calcul mental, orthographe, histoire, géographie, musique...).

## Trame

### Univers
Le joueur évolue dans un univers médiéval fantastique, le monde d'Aria, peuplé de chimères et de mages. Le village principal, Skydéon, se présente comme un archipel volant au-dessus de différents biomes qu'il faudra traverser au fil des quêtes. Sur l'île principale, on retrouve l'académie des mages, une boutique et l'accès aux principaux mini-jeux. Au-dessus flottent des îles plus petites attribuées à chaque joueur individuellement pour y installer sa maison et prendre soin de ses chimères. Le déplacement d'une île à l'autre se fait grâce à des tyroliennes magiques.
On retrouve dans chaque environnement une faune et une flore riche, constituées d'espèces réelles. Le premier environnement, nommé Archéon, se présente comme une vallée avec un relief marqué et un écosystème foisonnant. Un imposant bâtiment trône au centre de l'Archéon : il s'agit du temple de la chimère, un lieu auquel le joueur sera invité à revenir au fil de l'aventure pour faire évoluer ses chimères. Contrairement au village Skydéon, l'Archéon a été déserté de tous ses habitants à cause du fléau qui ronge la vallée : l'Amnesium, un mal mystérieux qui se répand sous forme d'une brume violette et plonge ce qu'il touche dans l'oubli. On note toutefois des traces récentes de vie humaine, comme un village abandonné et la présence de troupeaux d'élevage.

### Contexte
Dans PowerZ, le terme de chimère renvoie à une créature imaginaire qui ressemble à un croisement entre le chat, la biche et le dragon. Les chimères sont une émanation de l'imagination ; liées à leur dresseur, elles grandissent et se fortifient grâce à la connaissance que ces derniers acquièrent. Les chimères sont les seules créatures capables de repousser l'Amnesium, une mystérieuse substance visqueuse de couleur violette qui plonge dans l'oubli tout ce qu'elle touche. Afin de libérer le monde d'Aria de l'Amnesium, les mages de Skydéon ont créé une académie pour former des apprentis et les aider à développer les compétences de leurs chimères et à les faire grandir grâce à la connaissance.
Le joueur incarne un enfant comme les autres qui débarque dans le monde magique d'Aria pour devenir dresseur de chimère. Accompagné par les autres mages et les professeurs de l'académie, il remplit des missions de plus en plus importantes et parcourt le monde pour le libérer de l'Amnesium.

### Personnages

#### Mica
Mica est le premier personnage à croiser la route du joueur : elle ouvre un portail magique chez le joueur pour l'inviter à la suivre vers Aria. Très complice avec sa chimère d'ombre, Miette, c'est une apprentie talentueuse, énergétique et espiègle. Elle accompagne le joueur dans ses premiers pas à l'académie et le traite comme un ami.

#### Pierre de Rosette
Éminent archéologue et professeur à l'académie des mages de Skydéon, Pierre de Rosette est un personnage haut en couleur qui prend le joueur comme assistant personnel. Anglais d'origine, quelques mots et idiomatismes anglo-saxons lui échappent parfois. Il est connu dans le monde d'Aria pour avoir écrit l'Encyclopedia Imperfectus (traduit "encyclopédie imparfaite" du latin), une encyclopédie regroupant des connaissances diverses, notamment sur la faune et la flore. Son œuvre, grand sujet de fierté pour lui, a malheureusement été disséminée à travers le monde d'Aria et engloutie par l'Amnesium ; l'une des missions du joueur sera de restituer la connaissance perdue.

#### Homère
Chimérologue expert, ce grand timide un peu maladroit est l'un des professeurs de l'académie. Il possède un laboratoire à ciel ouvert dans le village de Skydéon. Sa connaissance fine des chimères et de leurs évolutions guidera le joueur tout au long de l'aventure.

#### Pip
Ce chat grognon et autoritaire est le mage le plus accompli d'Aria à l'époque à laquelle se déroule l'histoire. Sa chimère adulte surnommée "Dragon Vénérable" possède un caractère très complémentaire au sien, sage, calme et docile. Craint et respecté par l'ensemble des mages, Pip dirige les réunions de crise et enverra le joueur réaliser certaines missions périlleuses.

#### Marta
Professeur de construction à l'académie, cette femme hispanophone a fort caractère. Ses manières un peu brusques cachent toutefois un cœur en or. Elle gère l'ensemble des travaux à Aria et fournit au joueur le logement qu'il pourra personnaliser et décorer à sa guise.

#### Aliénor
Depuis qu'elle a été touchée par l'Amnesium, Aliénor a perdu la raison et tient des propos absurdes. L'une des missions du joueur sera de la guérir de son amnésie.

#### Damien
Apprenti mage de l'académie, Damien est lui aussi un enfant comme les autres, ami et rival du joueur. Travailleur et compétitif, il passe son temps à entraîner sa chimère de feu, Typhon, pour la rendre plus rapide et plus performante. L'une de ses jambes est bionique.

#### Gretchen
Cette Allemande joviale et commère tient la boutique du village. Son humour, parfois un peu lourd, a fait sa renommée. Elle est toujours partante pour raconter une blague ou un jeu de mots quand on vient le lui demander.

## Système de jeu
Dans ce jeu d'action-aventure éducatif, le joueur explore un monde ouvert et suit un certain nombre de quêtes majoritairement linéaires. La boucle de gameplay principale est liée à l'évolution de chimère ; en jouant à des mini-jeux et en remplissant des missions, la chimère gagne en puissance, permettant au joueur d'accéder à de nouvelles quêtes et nouveaux jeux.

### Généralités
PowerZ est un jeu d'action-aventure se déroulant dans un monde ouvert centré sur l'exploration et des mini-jeux à dimension éducative. Le joueur incarne un apprenti mage en vue objective, à la troisième personne, avec un contrôle de la caméra optionnel. Le personnage peut courir, sauter et monter sur des chevaux pour aller plus vite. Une option de contrôle de chimère, nommée symbiose, permet de prendre le contrôle de sa chimère dans un certain périmètre, afin de résoudre certaines énigmes. La chimère peut se faufiler dans les petits conduits et planer. Le périmètre de contrôle peut être élargi avec des points d'expérience.

### Évolution de la chimère
Mécanique principale du jeu, l'évolution de chimère devient l'objectif principal du joueur, car c'est ce qui va lui permettre d'accéder aux quêtes les plus difficiles et de les réussir.

#### Stades d'évolution
Une chimère a 5 stades d'évolution physique : bébé, enfant, adolescente, jeune adulte et adulte. Dès le premier stade, la chimère peut prendre les caractéristiques d'un élément grâce à une essence élémentaire, récompense rare. Chaque évolution nécessite d'aller au temple de la chimère, au cœur de l'Archéon, et d'y réaliser une série d'épreuves de plus en plus difficiles. En grandissant, la chimère acquiert de nouvelles compétences que le joueur pourra améliorer grâce aux poussières d'étoiles qu'il collecte dans les mini-jeux. Améliorer les pouvoirs existants et débloquer de nouveaux pouvoirs rend la chimère capable de combattre un Amnesium de plus en plus robuste.
Une fois que la chimère a pris l'apparence d'un élément, sa transformation est définitive, mais il est possible de débloquer d'autres chimères en collectant des essences élémentaires.

#### Bien-être de chimère
Pour remporter des bonus et améliorer les performances de sa chimère, le joueur doit en prendre soin et rester attentif à ses besoins. Deux mécaniques principales permettent d'accroître le bonheur d'une chimère : la cuisine pour la nourrir, en privilégiant les ingrédients qu'elle préfère, et la décoration, pour lui créer un cadre de vie confortable. Au fil de l'aventure, le joueur va pouvoir collectionner des meubles ou objets de décoration et découvrir de nouvelles recettes de cuisine, ainsi que de nouveaux ingrédients à cultiver.

### Modes de jeu

#### Mode aventure
Mode principal de PowerZ, c'est un jeu d'action-aventure éducatif dans un monde ouvert, majoritairement en solo, dans lequel le joueur fait évoluer ses chimères pour accumuler des connaissances et libérer le monde d'Aria de l'Amnesium.

#### Mode olympiades
Ce mode multijoueur est accessible dans l'aventure ou directement depuis le lanceur. Il s'agit d'une compétition multijoueur basée sur les mini-jeux éducatifs de PowerZ. Trois épreuves combinant rapidité, agilité et connaissance de 2 à 3 minutes s'enchaînent ; pour gagner, il faut trouver le plus de bonnes réponses dans le temps imparti. Entre chaque mini-jeu, les joueurs se retrouvent dans une cour de récréation géante avec des parcours d'agilité, un terrain de foot et d'autres activités.
Il est possible de jouer en partie publique ou de créer des parties privées avec un système de code à partager.
En novembre 2022 s'est tenu le premier concours national d'olympiades e-sport, dont la finale s'est déroulée sur la grande scène de la Paris Games Week, animée par Lutti. Le vainqueur, Beunade, a remporté un set-up gaming de 5000€. Une finale junior sur le même format a eu lieu en décembre 2022.

## Développement

### Début du projet
Le concept de PowerZ est né lors du premier confinement au printemps 2020, en réponse à un constat fait par ses six cofondateurs, Emmanuel Freund, Yann Carron de la Carrière, Arnaud Lamy, Gregory Gelly, Edouard Capois et Maxime Mouret : l'offre de jeux éducatifs capables de rivaliser avec des jeux vidéo aussi attractifs que Zelda ou Fortnite est pauvre, voire inexistante. S'entourant d'experts du monde de l'éducation, comme Hachette et Bayard, la start-up éponyme du jeu réalise une première levée de fonds qui permet le développement d'une première version sortie le 15 février 2021. Elle intègre rapidement dans ses équipes des experts du jeu vidéo comme Romuald Capron (ex-studio director d'Arkane Lyon). Dans une logique de co-construction, PowerZ est en bêta ouverte et propose des mises à jour régulières avec les améliorations et nouveautés et met en place des canaux de discussion avec la communauté pour recueillir leurs idées.
De multiples inspirations ont influencé le projet. On retrouve des références à Pokémon avec l'évolution de la chimère et les essences élémentaires, à Harry Potter dans la narration et à Animal Crossing pour la personnalisation de l'habitat. L'invitation à l'exploration de grands espaces dans un monde ouvert en trois dimensions s'inspire de Zelda, particulièrement Breath of the Wild. Les visuels, entièrement conçus, créés et animés par le studio, ont un style cartoonesque.

### Conception
Fin 2022, une cinquantaine de personnes travaillent sur le projet au total, dont une vingtaine de développeurs, pour produire des mises à jour régulières. Afin de soutenir ses équipes, le studio français PowerZ, fondé pour le développement du jeu, fait appel au soutien d'ArkRep depuis 2021. Le jeu est développé sur le moteur Unreal Engine et distribué sur le site internet powerz.tech, Play Store et App Store.
Jeu éducatif, l'un des enjeux principaux de PowerZ est de trouver le juste équilibre entre ludique et éducatif pour répondre à sa promesse de devenir le "Fortnite de l'éducation". Afin de ne pas ressembler aux applications éducatives existantes qui gamifient un contenu pédagogique, le studio a fait le choix de commencer par produire un "vrai" jeu vidéo, avant d'y insérer la dimension éducative via les mini-jeux ou directement dans la trame de quête principale. Pour produire le contenu, l'équipe pédagogique travaille main dans la main avec les game designers et des experts de l'Éducation, comme des éditeurs scolaires ou des enseignants de l'Éducation nationale. La dimension éducative est visible dans les mini-jeux (calcul mental, géographie, histoire, conjugaison...), mais aussi de manière plus discrète dans l'exploration et la réalisation des quêtes avec par exemple la restitution des connaissances de la faune et de la flore grâce à l'appareil photo et l'encyclopédie.
Pensé à partir de 6 ans, PowerZ s'adapte au niveau de l'enfant non pas en fonction d'une information externe (âge, classe), mais selon les performances de l'enfant sur les premiers exercices des mini-jeux. Un algorithme permet alors de personnaliser le rythme de progression, afin de placer l'enfant dans sa zone proximale de développement, c'est-à-dire le niveau auquel il sera stimulé sans pour autant se retrouver en situation d'échec. L'intelligence artificielle, quant à elle, analyse les données pour évaluer plus finement la difficulté.
Le module olympiades a été présenté pour le lancement du PowerZ contest à la presse en octobre 2022 et au grand public sur le stand de la Paris Games Week 2022.
Une application annexe, nommée "Compagnon PowerZ" ou "App parent" permet de suivre la progression du joueur et de piloter son temps de jeu.

### Audio

#### Bande-son
La bande-son a été composée par Dale North. Le thème, plutôt tranquille et champêtre, majoritairement au piano, devient plus menaçant à l'approche de l'Amnesium. Les sons ambiants, tels que les bruits de pas, le vent des les arbres, les cascades, les bruitages des animaux, etc. favorisent l'immersion et ajoutent du réalisme aux détails et une authenticité à l'univers.

#### Doublage
L'ensemble des dialogues sont doublés, sauf les répliques de l'avatar du joueur, afin de permettre à chacun de s'identifier à lui. Pierre-Alain de Garriges et Brigitte Lecordier se partagent actuellement presque tous les personnages du jeu pour l'enregistrement des voix off.
- Mica (BL)
- Damien (BL)
- Gretchen (BL)
- Aliénor (BL)
- Des enfants : apprentis mages et chevaliers de la brigade du goût (BL)
- Pierre de Rosette (PADG)
- Homère (PADG)
- Major Choibleau (PADG)
- Pip (PADG)
- Dragon Vénérable (PADG)
- Marta (Cindy Lemasle)

### Financement
PowerZ est un jeu vidéo sans publicité et sans utilisation des données (membre du projet bac à sable de la CNIL), qui a levé 10 millions d'euros de fonds pour se financer. Le studio se questionne sur le modèle économique à adopter, pour concilier viabilité du projet et ses valeurs. Il a par exemple commencé par un modèle semblable à celui des jeux free-to-play, repose sur la commercialisation de certains accessoires cosmétiques non essentiels à la progression dans le jeu, à l'exemple d'Epic Games avec Fortnite.
En septembre 2020, le studio réalise sa première levée de fonds à 3 millions d'euros, faisant entrer dans son capital des investisseurs connus de la Tech comme Pierre Kosciusko-Morizet, Michaël Benabou ou Octave Klaba, ainsi que des acteurs majeurs de l'éducation comme le groupe Hachette Livre ou Bayard. Une deuxième levée de fonds de 7 millions avec Bpifrance Digital Venture et RAISE Ventures a permis de poursuivre le développement du projet avec une équipe de plus en plus nombreuse. La présentation avec laquelle le studio a levé ses 3 premiers millions est d'ailleurs disponible en ligne, dans une logique de transparence.

## Accueil
Lancé le 15 février 2021, PowerZ a reçu un bon accueil des médias et presse du jeu vidéo. Une semaine après la sortie, Geek Junior salue les graphismes ainsi que l'apprentissage varié et progressif, tout comme Jeux Révise ! qui souligne aussi l'effort de co-construction. L'épopée ludique applaudit l'esprit bienveillant et la progression, mais souligne la nécessité d'avoir un adulte à côté des joueurs de 6-7 ans. À l'occasion de la sortie du 2e chapitre en juin 2022 et des olympiades (renommées Sapiens League) en octobre 2022, PowerZ reçoit à nouveau un bon accueil des médias pour la qualité des graphismes et son côté éducatif.
Le projet a également intéressé des enseignants, notamment Romuald Ropars, directeur en école élémentaire en REP à Drancy qui a lancé un projet pilote de mars à juin 2022, initiative réitérée en septembre pour la nouvelle année scolaire. Tous les soirs dans le cadre périscolaire, une fois par semaine, des élèves du CE1 au CM2 ont testé le jeu et donné leurs retours ; Emmanuel Freund explique que l'expérience a été très bénéfique en termes de confiance en soi et de lutte contre le décrochage scolaire.
En octobre 2022, PowerZ reçoit le Tech for Good Award de BFM TV, prix Éducation et formation.